# 龍水南路
龍水南路是中華人民共和國上海市徐匯區一條東西走向道路，道路西起龍吳路，東至龍騰大道，自西向東與喜泰路和天鑰橋南路相交。道路全長1670米，寬16米，為瀝青路面。道路於1930年代初修建，因道路北接龍華西路，東有上海水泥廠，於是道路得名龍水路。1958年修建龍吳路時龍水路中段被劃入龍吳路，於是龍水路南段被稱為龍水南路。。